# Strone
Lo Strone è un fiume della provincia di Brescia lungo 18 km. Nasce in località Fenile delle Passere (Scarpizzolo), nel comune di San Paolo, nella Bassa Bresciana centrale. Scorre in direzione nord-sud nei comuni di San Paolo, Verolanuova, Verolavecchia e Pontevico, dove confluisce da sinistra nell'Oglio. I principali affluenti sono il vaso Lusignolo e la roggia Gambaresca.
Lungo il corso dello Strone è stato istituito il Parco sovracomunale del fiume Strone.

## Storia
Si ipotizza che l'alveo del fiume Strone possa aver avuto origine da un ramo del fiume Oglio di origine preistorica, e che col tempo ne sia rimasto un suo affluente.

## Percorso
Il fiume Strone nasce dal laghetto di Scarpizzolo, frazione posta all'interno del territorio di San Paolo, situato in località Fenile delle Passere e nel quale si immettono lo Strone Basso, o Stronello, e il Fosso Strone. Il primo è un piccolo corso d'acqua che trae origine dalle sorgenti poste a Corno, a nord del laghetto, mentre il secondo è un corso d'acqua artificiale che deriva dalla fusione della Roggia Torcola e della Roggia Fenarola (che nasce nei pressi di Gerolanuova). I due corsi d'acqua formano il laghetto tramite due invasi artificiali che, tramite le loro paratie, fanno precipitare le loro acque di parecchi metri, formando lo Strone.
Nei primi 10 chilometri, da Scarpizzolo lo Strone scorre in direzione nord-sud verso Cadignano, dove è alimentato dalla Roggia Fiumazzo, per poi passare con un corso assai tortuoso tra Scorzarolo, dove è alimentato dal Vaso Lusignolo, e Verolavecchia, prima di giungere a Verolanuova. Presso quest'ultima, vi si immette la Roggia Gambaresca. Gli ultimi 8 chilometri del corso del fiume sono caratterizzati da un andamento accidentato e da una certa pendenza. Tra Verolanuova e Pontevico, il fiume penetra nel Parco delle Vincellate, dove è presente un salto sfruttato per la produzione di energia idroelettrica. Presso la Cascina Vincellate, il corso d'acqua viene deviato con la Seriola comunale di Pontevico, volta all'irrigazione dei campi coltivati per poi penetrare all'interno dell'omonimo paese e sfociare nell'Oglio. Come la seriola da esso deviatasi, pure lo Strone sfocia nell'Oglio a Pontevico.

## Comuni attraversati
- San Paolo
- Verolanuova
- Verolavecchia
- Pontevico